# Thunderbolt (інтерфейс)

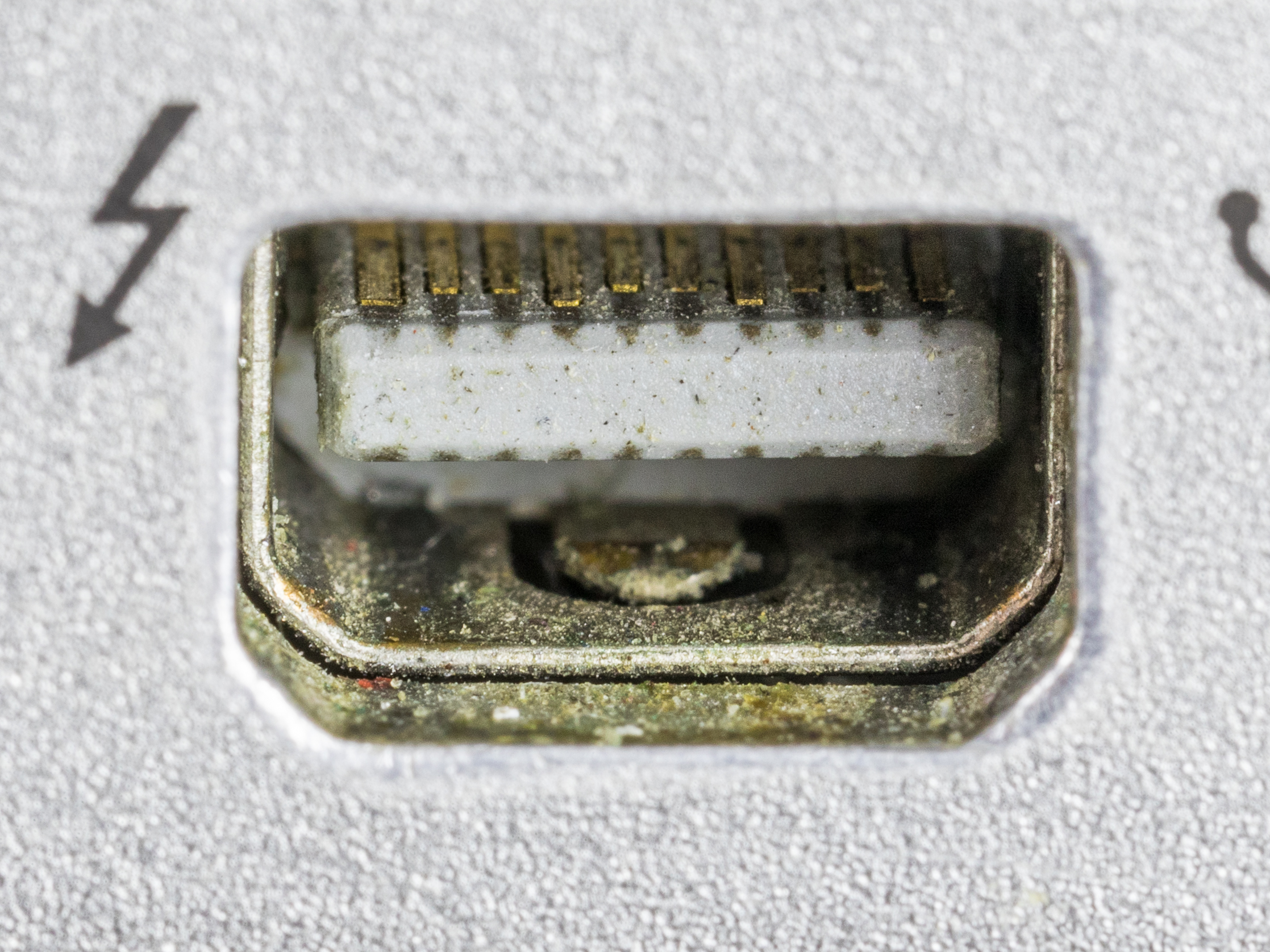
Конектор Thunderbolt 1.0

Thunderbolt (Тандерболт, українською перекладається як Громобій або удар блискавки; раніше відомий як Light Peak — Світловий пік) — інтерфейс для підключення периферійних пристроїв до комп'ютера, розроблений Intel у співпраці з Apple. Позиціонується як заміна наявних дротових інтерфейсів, як-от USB, SCSI, SATA і FireWire.
Спочатку планувалося, що передача даних буде здійснюватися тільки по оптичному волокну, проте потім стало відомо, що багато пристроїв будуть використовувати звичайні мідні дроти.
У першому поколінні пристроїв заявлена дуплексна швидкість передачі даних 10 Гбіт/с на відстані до 100 метрів.
У травні 2010 року корпорація Intel вперше продемонструвала комп'ютер, що використовує технологію Light Peak. Офіційно технологія була представлена Intel у лютому 2011. Тоді ж першими моделями комп'ютерів з цим інтерфейсом стали нові моделі ноутбуків MacBook Pro компанії Apple.

## Історія

### Thunderbolt 3
Контролер Intel Thunderbolt 3 (кодове ім'я Alpine Ridge) збільшує максимальну пропускну здатність в 2 рази, до 40 Гбіт/с (5 ГБ/с), має менше енергоспоживання і дозволяє під'єднувати до двох моніторів із роздільністю 4K, або один з роздільністю 5K (замість одного 4K для ранніх версій стандарту). Новий контролер буде підтримувати PCIe 3.0 і протоколи HDMI 2.0, DisplayPort 1.2 (до 30 Гц 4K). Thunderbolt 3 сумісний із USB 3.1, виконаний із роз'ємом USB Type-C. Сумісність з ранніми варіантами інтерфейсу буде забезпечено за допомогою перехідників.

### Thunderbolt 4
8 липня 2020 року Intel опублікувала специфікацію інтерфейсу Thunderbolt 4.

## Характеристики

Порівняння швидкості передачі даних портами USB та Thunderbolt

Thunderbolt уможливлює передачу даних по оптичному кабелю до 100 метрів завдовжки зі швидкістю 10 Гбіт на секунду, що можна порівняти зі швидкістю кабелів Fibre Channel і HDMI, в 3 рази швидше eSATA/SATA 300, в 10 разів швидше Gigabit Ethernet, у понад 20 разів швидше USB 2.0 і FireWire 400, і в 2 рази швидше ніж у USB 3.0. 2010-го року Intel обіцяла за десять років збільшити швидкість передавання даних через Thunderbolt до 100 Гбіт/с.
Thunderbolt об'єднує високошвидкісну передачу даних і HD-відео в рамках одного кабелю, використовуючи протокол PCI Express для передачі даних і DisplayPort для цифрових дисплеїв. Застосування протоколу DisplayPort дозволяє передавати зображення з роздільністю більше 1080p, а PCI Express реалізовує можливість підключення до ПК широкого спектра пристроїв.
- Швидкість передачі 10 Гбіт/с на відстань до 100 м
- Одночасне з'єднання з кількома (до семи) пристроями
- Підтримка різних протоколів
- Двоспрямована передача
- Підтримка якості обслуговування (QoS)
- «Гаряче» підключення

Intel працює над інтегруванням мідних жил для передачі живлення.[джерело?]

## Виноски
1. ↑  CNews: Intel: технология Light Peak заменит USB 3.0 в 2011 г. Архів оригіналу за 30 березня 2015. Процитовано 21 червня 2019. [Архівовано 2015-03-30 у Wayback Machine.]
2. ↑  How Copper Wiring Will Affect Intel's Light Peak Tech. Архів оригіналу за 21 січня 2011. Процитовано 25 лютого 2011. [Архівовано 2011-01-21 у Wayback Machine.]
3. ↑  Технология передачи данных Light Peak. Архів оригіналу за 12 березня 2011. Процитовано 25 лютого 2011.
4. ↑  Intel впервые продемонстрировала заменитель USB. Архів оригіналу за 12 червня 2010. Процитовано 25 лютого 2011. [Архівовано 2010-06-12 у Wayback Machine.]
5. ↑  Создан интерфейс в 20 раз быстрее USB 2.0. Архів оригіналу за 30 березня 2015. Процитовано 21 червня 2019. [Архівовано 2015-03-30 у Wayback Machine.]
6. ↑  Leaked Info on Third-Generation Thunderbolt Points to 40Gbps Transfer Speeds. MacRumors. 21 квітня 2014. Архів оригіналу за 9 листопада 2014. Процитовано 19 листопада 2014.
7. ↑  Next-gen Thunderbolt details: 40Gbps, PCIe 3.0, HDMI 2.0, and 100W power delivery for single-cable PCs. Extreme Tech. 22 квітня 2014. Архів оригіналу за 3 жовтня 2014. Процитовано 19 листопада 2014.
8. ↑  Next-gen Thunderbolt doubles speeds but changes the connector. Ars Technica. 22 квітня 2014. Архів оригіналу за 29 листопада 2014. Процитовано 19 листопада 2014.
9. ↑  Intel опубликовала спецификацию интерфейса Thunderbolt 4. Архів оригіналу за 21 квітня 2022. Процитовано 17 вересня 2020.
10. ↑  Introducing Thunderbolt 4: Universal Cable Connectivity for Everyone | Intel Newsroom. Архів оригіналу за 21 вересня 2020. Процитовано 17 вересня 2020.
11. ↑  Light Peak — новая технология передачи данных от Intel и Apple (рос.). Архів оригіналу за 3 грудня 2010. Процитовано 25 лютого 2011.